# Ondřej Beránek (arabista)
Ondřej Beránek (* 1980) je český arabista a islamolog, od března 2021 místopředseda Akademie věd České republiky.

## Život a dílo
Na Filozofické fakultě Univerzity Karlovy vystudoval v letech 1999–2004 obory arabistika a dějiny a kultura islámských zemí, v letech 2004–2007 absolvoval doktorské studium se specializací na dějiny a kultury zemí Asie a Afriky, se zaměřením na soudobý vývoj Saúdské Arábie.
Ještě v rámci magisterského studia absolvoval pobyty na Univerzitě Krále Saúda v saúdskoarabském Rijádu a v Institut Bourguiba des langues vivantes v Tunisu. V letech 2005–2007 působil jako hostující badatel v Center for Middle Eastern Studies na Harvardově universitě a v letech 2007–2009 absolvoval postdoktorský pobyt v Crown Center for Middle East Studies na Brandeis University v Massachusetts.
V letech 2013–2021 byl ředitelem Orientálního ústavu Akademie věd ČR, od března 2021 je místopředsedou a členem předsednictva akademické rady Akademie věd. Dne 18. března 2025 byl znovu zvolen členem Akademické rady na funkční období 2025–2029.
V roce 2007 vydal publikaci Saúdská Arábie: Mezi tradicemi a moderností, která mapuje historický vývoj Saúdské Arábie v období po válce v Perském zálivu. V roce 2008 vydal spolu s Pavlem Ťupkem knihu Dvojí tvář islámské charity. V roce 2010 vyšla jeho publikace o zakladateli vědecké islamologie Ignáci Goldziherovi.
Několik dalších publikací z oblasti arabistiky, historie islámu a Blízkého východu přeložil nebo se na nich podílel jako editor.

## Původní díla

### Knihy
- Saúdská Arábie mezi tradicemi a moderností, Volvox Globator, Praha, 2007, ISBN 80-7207-647-7 [6][7]
- Dvojí tvář islámské charity, spoluautor Pavel Ťupek, Centrum pro studium demokracie a kultury (CDK), Brno, 2008, ISBN 978-80-7325-163-5
- Ignác Goldziher – vězeň z Budapešti: Život a dílo zakladatele islamologie, Centrum pro studium demokracie a kultury (CDK), Brno, 2010, ISBN 978-80-7325-209-0
- Iran: Between Power and Civil Society (ed.), Metropolitan University Prague, Prague, 2011, ISBN 978-80-86855-79-0
- The Temptation of Graves in Salafi Islam: Iconoclasm, Destruction and Idolatry. Edinburgh, Edinburgh University Press, 2018 (spolu s P. Ťupkem)

### Články
- Saudi Arabia in the Post-Gulf War Era, New Society, A Student Journal on Middle East Affairs, Harvard University, vol. 1, 2007,
- Images from the Islamic periphery – trade and Islam in Burkina Faso, e-journal of Center for Middle Eastern Studies, Harvard University,
- The surrealist movement in Egypt in the 1930s and the 1940s. In: Archív orientální. 2005, roč. 73, č. 2, s. 203–222, ISSN 0044-8699.
- Smrt autorům sitcomu! – Prolamování kulturních tabu v Saúdské Arábii, Reflex, únor 7/2007.
- Saúdská Arábie a otázka nástupnictví. In: Mezinárodní politika, 2006, roč. 30, č. 12, s. 34–35, ISSN 0543-7962.
- Vrcholné období surrealismu v Egyptě, Analogon, Surrealismus–Psychoanalýza–Antropologie–Příčné vědy, 44/45, 2005, s. 167–173.
- Saúdsko-íránské vztahy – trnitá cesta k regionální stabilitě. In: Mezinárodní politika. 2005, roč. 29, č. 9, s. 22–24, ISSN 0543-7962.
- Mauritánský Adrár – zastávka na cestě karavan. In: Nový Orient, 2005, roč. 60, č. 2, s. 23–26, ISSN 0029-5302.
- Západní Sahara – příběh nekonečného referenda. In: Mezinárodní politika. 2004, roč. XXVIII, č. 9, s. 28–30. ISSN 0543-7962.
- Mauritánie a problematika lidských práv. In: Mezinárodní politika. 2003, roč. XXVII, č. 8, s. 20–21. ISSN 0543-7962.
- Dlouhý příběh masakrů. In: Mladá fronta Dnes, Praha, 31. 1. 2002, roč. 13, č. 26 (20020131), s. A/7, ISSN 1210-1168.

## Překlady
- Averroes (Ibn Rušd): Rozhodné pojednání o vztahu náboženství a filosofie, Praha: Academia, 2012. ISBN 978-80-200-2116-8, rovněž autor poznámek a úvodu
- Baer, Robert: Nevidět zlo, Praha: Volvox Globator, 2006. ISBN 80-7207-596-9.
- Islámská čítanka. Studijní antologie arabského islámského písemnictví. Ondřej Beránek, Bronislav Ostřanský, Pavel Ťupek (eds.). Praha: Univerzita Karlova, Filozofická fakulta, 2020, 327 s. ISBN 978-80-7308-982-5 (print), ISBN ISBN 978-80-7308-983-2 (online: pdf)
- Sunʿalláh Ibráhim: Komise, překlad novely z arabštiny. Praha, Dar Ibn Rushd, 2005. ISBN 80-86149-45-5
- Zakarijá Támir: Čingischán. In: Plav, 2006, roč. 2, č. 9, s. 42–43
- Fu’ád at-Takarlí: Pec. In: Nový Orient. 2005, roč. 60, č. 4, s. 49–50. ISSN 0029-5302.
- Júsuf aš-Šárúní: Horko, překlad moderní arabské povídky. In: Nový Orient. 2004, roč. 59, č. 1 (č. 1), s. 53–55. ISSN 0029-5302.
- Zakarijá Támir: Malé slunce, překlad moderní arabské povídky. In: Nový Orient. 2002, roč. 57, č. 7, s. 246–248. ISSN 0029-5302.